# Girl Picture
Girl Picture (originalment en finès, Tytöt tytöt tytöt) és una pel·lícula finlandesa del 2022 dirigida per Alli Haapasalo a partir d'un guió d'Ilona Ahti i Daniela Hakulinen. Es va estrenar al Festival de Cinema de Sundance de 2022, on va guanyar el Premi del Públic a la Competició Dramàtica Mundial. Es va estrenar a Finlàndia el 14 d'abril de 2022. S'ha subtitulat al català.
El rodatge principal va tenir lloc l'any 2021. La pel·lícula es va rodar en format acadèmic.

## Sinopsi
La Mimmi i la Rönkkö són les millors amigues del món. Treballen en una botiga de batuts de fruites en un centre comercial i intercanvien xafarderies. Però l'arribada d'Emma està a punt de canviar-ho tot entre elles.

## Repartiment
- Aamu Milonoff com a Mimmi
- Eleonoora Kauhanen com a Rönkkö
- Linnea Leino com a Emma
- Sonya Lindfors com a Tanja
- Cécile Orblin com a Karoliina
- Oona Airola com a Sanna
- Mikko Kauppila com a Jarmo
- Amos Brotherus com a Sipi
- Bruno Baer com a Kalle
- Nicky Laaguid com a Henkka
- Oksana Lommi com a Frida
- Yasmin Najjar com a Sonja
- Elias Westerberg com a Allu
- Pietu Wikström com a Samuli
- Fathi Ahmed com a Otto
- Pablo Ounaskari com a Roope
- Rebekka Kuukka com a Saana
- Tuuli Heinonen com a Poliisi
- Yassin Ei Sayed com a Lionel
- Lauri Nousiainen com a Petri
- Henrikki Haavisto com a Vesa